# Goran (Vorname)
Goran (serbisch-kyrillisch Горан) ist ein männlicher Vorname, der in den jugoslawischen Nachfolgestaaten häufig ist. In gleicher Schreibweise, aber anderer Bedeutung, existiert er im Kurdischen (siehe Liste kurdischer Vornamen). Er ist nicht mit dem schwedischen Namen Göran zu verwechseln.

## Herkunft und Bedeutung
Goran übersetzt bedeutet „Der Mann aus den Bergen“ oder „Der Bergmann“. Andere Übersetzungen lauten "Der Mann aus dem Wald" bzw. "Der Waldmensch".

## Varianten
- weiblich Goranka
- weiblich Gorana
- weiblich Gordana

## Namenstag
- 24. Februar → Kroatisch-Katholischer Kalender
- 31. Juli → Serbisch-Orthodoxer Kalender

## Kurz- und Kosenamen
- Gogi [Gɔgi]
- Gorčo [Gɔrtʃɔ]
- Gorčilo [Gɔrtʃɪɫɔ]
- Gogo
- Goca
- Gori
- Goki

## Namensträger
- Goran Bregović (* 1950), bosnischer Musiker und Komponist
- Goran Čaušić (* 1992), serbischer Fußballspieler
- Goran Đorović (* 1971), serbischer Fußballspieler
- Goran Dragić (* 1986), slowenischer Basketballspieler
- Goran Hadžić (1958–2016), kroatisch-serbischer Politiker
- Goran Ivanišević (* 1971), kroatischer Tennisspieler
- Goran Karan (* 1964), kroatischer Sänger
- Ivan Goran Kovačić (1913–1943), kroatischer Poet
- Goran Obradović (* 1976), serbischer Fußballspieler
- Goran Pandev (* 1983), mazedonischer Fußballspieler
- Goran Sablić (* 1979), kroatischer Fußballspieler
- Goran Simić (Sänger) (1953–2008), serbischer Opernsänger (Bass)
- Goran Stojanović (Handballspieler, 1966) (* 1966), serbischer Handballtorwart
- Goran Stojanović (Handballspieler, 1977) (* 1977), montenegrinischer Handballtorwart
- Goran Suton (Handballtrainer) (1968–2016), kroatischer Handballtrainer
- Goran Tomić (* 1977), kroatischer Fußballspieler
- Goran Višnjić (* 1972), kroatischer Schauspieler
- Goran Vlaović (* 1972), kroatischer Fußballspieler